# Мерседес (бронеавтомобиль)
«Мерседес» (также «Мерседес» Былинского, бронеавтомобиль Былинского) — пушечно-пулемётный бронеавтомобиль Вооружённых сил Российской империи. Разработан в 1915 году штабс-капитаном Былинским на базе легкового автомобиля марки «Mercedes». Содержал в себе ряд новаторских и прогрессивных инженерных решений. В 1915 году Обуховским заводом было построено два экземпляра бронеавтомобиля, использовавшихся Русской императорской армией в боях Первой мировой войны.

## История создания
С началом Первой мировой войны в различные военные учреждения и институты Российской империи начали поступать многочисленные проекты бронетехники, разработанные офицерами Русской армии. Весной 1915 года очередной проект, разработанный штабс-капитаном Былинским, поступил в штаб 10-я армии. Былинский предложил создать «своей конструкции и за свой счёт отдельный авто-пулемётный взвод». Идея штабс-капитана нашла у военных поддержку — для бронирования ему были выделены два легковых автомобиля «Мерседес» с двигателями мощностью 45 л.с., ранее взятых у населения по военно-автомобильной повинности. Изобретатель был прикреплён к Обуховскому сталелитейному заводу, на котором предполагалось изготовить бронеавтомобили. Туда же отправились и шасси.
К июню 1915 года броневики были готовы. 15 июня 1915 года обе машины прибыли на полигон Офицерской стрелковой школы, где присутствовала комиссия, состоявшая в основном из боевых офицеров. После проведения испытаний комиссия составила заключение, в котором отмечалось, что машина «…Представляет весьма желательную боевую единицу, которая может оказать существенную поддержку нашей армии…».
Уже в конце месяца броневики, получившие имена «Опальный» и «Обуховец», были отправлены в действующую армию.

## Описание конструкции

### Корпус и башня
Корпус собирался при помощи заклёпок на каркасе из листов хромо-никеле-ванадиевой стали толщиной 5—6 мм. При этом рама ходовой части была специально усилена для компенсации возросших нагрузок на неё. К конструированию бронекорпуса Былинский подошёл творчески, стараясь придать его обводам максимально обтекаемые формы. Общая схема бронирования напоминала конструкции штабс-капитана Мгеброва, хотя итоговый внешний вид машин оказался не столь футуристичен. В передней части машины размещался моторный отсек с двигателем. Лобовая часть моторного отсека закрывалась слегка наклонным гнутым бронелистом, а сверху капот защищался секцией сложной полуцилиндрической формы. Остальные листы корпуса также устанавливались под наклоном.
Позади моторного отсека размещалось отделение управления с сидениями командира машины и водителя. От боевого отделения они отгораживались броневой перегородкой. Для наблюдения за полем боя командир и водитель располагали смотровыми лючками, прикрывавшимися откидными бронекрышками, и перископами. Посадка и высадка экипажа осуществлялась через две двери в правом борту корпуса.
В кормовой части размещалось боевое отделение с цилиндрической пулемётной башней кругового вращения. Для обеспечения возможности движения задним ходом в кормовых бронелистах имелись смотровые лючки, а на крыше были установлены перископы. Правда, задний пост управления отсутствовал.

### Вооружение

«Мерседес» Былинского на испытаниях. Правый борт боевого отделения откинут для обеспечения возможности стрельбы из орудия. Полигон Офицерской стрелковой школы, 1915 год

Не менее оригинально был решен состав и размещение вооружения. Артиллерийским вооружением бронеавтомобиля являлась скорострельная 37-мм пушка Гочкисса, размещённая внутри корпуса. Пушка монтировалась в средней части боевого отделения на поворотной тумбе и могла вести стрельбу по бортам бронеавтомобиля и назад через откидные листы бортовой и кормовой брони. Когда борта корпуса были закрыты, наличие у бронеавтомобиля пушки практически ничем не выдавалось.
На крыше боевого отделения, над пушкой, размещалась башня кругового вращения с 7,62-мм пулемётом Максим образца 1910 года. При этом турель пулемёта крепилась к орудийной тумбе, что ощутимо облегчало поворот башни.
Кроме того, дополнительно в укладке внутри корпуса перевозились два 7,62-мм ружья-пулемёта «Мадсен» образца 1902 года. Располагая таким вооружением, экипаж броневика мог вести практически круговой обстрел, развивая весьма высокую для подобной машины огневую мощь.

### Двигатель и трансмиссия
Силовой установкой бронеавтомобиля являлся «родной» двигатель «Mercedes», бензиновый 4-цилиндровый рядный карбюраторный жидкостного охлаждения мощностью 45 л.с. Запуск двигателя, что немаловажно, осуществлялся с места водителя, причём автомобиль оснащался двумя стартерами — основным электрическим и запасным механическим (на случай выхода первого из строя). Двигатель позволял бронеавтомобилю передвигаться со скоростью до 70 км/ч. Для увеличения запаса хода в корпусе машины были размещены дополнительные бензобаки.
В заднеприводной (4 × 2) ходовой части использовались колёса с литыми шинами, односкатные на переднем мосту и двускатные — на заднем. Рессорная подвеска была специально усилена. Спицы колёс прикрывались бронеколпаками.

### Другое оборудование
Для передвижения в ночное время бронеавтомобиль комплектовался двумя крупными фарами, расположенными на крыльях по бокам моторного отсека. В боевой обстановке фары закрывались бронеколпаками.

## Служба и боевое применение

«Мерседесы» Былинского «Опальный» и «Обуховец» по пути на фронт. Июнь 1915 года

В конце июня 1915 года два «Мерседеса» Былинского («Опальный» и «Обуховец») отправились в распоряжение XIII армии Северо-Западного фронта. Бронеавтомобили поддерживали 3-й кавалерийский корпус графа Келлера, который вёл бои на Холмо—Люблинском направлении. Надёжные и хорошо вооружённые машины сразу же заслужили положительную репутацию в войсках, причём первые же бои выявили недостаток их количества. Былинский обратился с просьбой о постройке третьей машины к генерал-майору Свиты Его Императорского Величества, князю В. Н. Орлову, от которого вскоре получил средства и трофейный 1,5-тонный грузовик «Ганза-Ллойд» с двигателем мощностью 24 л.с. В августе 1915 года броневик был готов и также отправился на фронт.
Вскоре по распоряжению ГВТУ бронеавтомобили Былинского — два «Мерседеса» и «Ганза-Ллойд» — были сведены в отдельный автопулемётный взвод (АПВ), получивший номер 25. 15 сентября 1915 года взвод перебросили под Двинск, где сражалась 5-я армия Северного фронта. Вплоть до весны 1916 года броневики использовались в боях, а в апреле 1916 были отправлены для ремонта в петроградские мастерские Запасной броневой роты. Однако в мастерских выяснилось, что бронеавтомобили дешевле утилизировать, чем отремонтировать — из-за уникальности шасси (на фронте почти не было других «Мерседесов») к ним практически не было запчастей, а изношенность машин в боях была весьма значительна.
В итоге комиссия по броневым автомобилям при ГВТУ постановила переделать броневики Былинского в бронедрезины, переведя их на железнодорожный ход. Для этого «Мерседесы» Былинского были отправлены в мастерские 2-го коренного полка в Савёлове, где и застряли с началом политических катаклизмов в России. По крайней мере, до апреля 1917 года они продолжали оставаться в мастерских. Вероятнее всего, во время Гражданской войны броневики не использовались и после её завершения были разбронированы.

## Оценка машины
В целом «Мерседесы» Былинского были весьма удачными броневиками. Артиллерийское вооружение, общая солидная огневая мощь, экстремально высокая для бронеавтомобилей скорость и приемлемое бронирование делали эти бронеавтомобили крайне полезными боевыми средствами для своих войск и опасными противниками для врага.
Схема бронирования и размещения вооружения была удачна, а высококачественная в техническом отношении база «Мерседеса» являлась дополнительным козырем бронеавтомобиля. Комиссия, проводившая испытания бронеавтомобилей, отмечала: «…Устойчивость автомобилей вполне обеспечена, конструктивных ошибок нет, машины легки на ходу и могут дать более 60 вёрст в час…». Боевое применение бронеавтомобилей также продемонстрировало их высокую эффективность.
Однако использование крайне редкой для Российской армии базы «Мерседеса» обернулось нехваткой запчастей, что ощутимо сократило срок службы этих броневиков.